# Любен Каравелов
Вижте пояснителната страница за други личности с името Каравелов(а).
Лю̀бен Сто̀йчов Каравѐлов е български поет, писател, революционен деец и национален герой, енциклопедист, журналист, етнограф; По-големият брат на влиятелния следосвобожденски политик Петко Каравелов (1843 – 1903).
Допринася съществено за развитието на обществената мисъл в България през Възраждането, пише библиографски трудове, статии по българска литература, култура, лексикография, политическа история, нумизматика. Каравелов участва в националреволюционното движение като член и председател на Българския революционен централен комитет (БРЦК) в Букурещ, Румъния в началото на 70-те години на XIX век.

## Биография

### Произход и образование
Любен Каравелов е роден на 7 ноември 1834 или 1835 година (според други източници 1837 година) в град Копривщица в семейството на заможния бегликчия Стойчо Каравела. Каравеловият род води началото си от средата на XVIII век, като според различни сведения неговият основоположник хаджи Стойчо произлиза от Златишко или от Костурско. Майка на Любен Каравелов е Неделя Доганова, произхождаща от знатния копривщенски род Доганови, а по майчина линия – от Чалъкови. Семейството на Стойчо и Неделя има седем деца – четири момчета: Любен, Христо, Петко и Рали и три момичета: Рада, Велика и Мария (майка на Рашко Маджаров). За произхода на фамилното име на Каравелови професор Евтимий Сапунджиев обсъжда няколко варианта: а) От „кара“ (по турски: черен) и Вельо – Каравельо. б) От „кравай“ (старо-българска дума, срещана и в албанския език), от която се получава прякорът „Каравела“. в) Заимстваното от турците венецианско наименование на корабите „каравела“. Един от основателите на рода Каравелови имал походка на люшкана от бурното море каравела и от там „Каравелата“.
Каравелов учи първоначално в килийно училище при поп Никита Вапцилката, а по-късно в училището на Христо Пулеков по взаимоучителния метод (1841 – 1846). След откриването на първото българско класно училище от Найден Геров в Копривщица през 1846 г., Каравелов става ученик на Геров (до 1850 година), където изучава българска история, физика, геометрия, география и др. предмети. От 1850 година е изпратен от баща си да учи 2 години в гръцкия гимназион. През 1852 г. се премества в училището на Геров в Пловдив, където за първи път се запознава и чете някои съчинения от руска литература.
В периода 1853 – 1856 година Каравелов е изпратен в Одрин от баща си да учи за абаджийски чирак, но се връща по-късно отново в родния си град. През 1854 г. баща му, Стойчо, го взима със себе си, за да му помага в джелеплъка. Любен обикаля из Османската империя и успява да се запознае с неволите и страданията на българите, с българския бит и фолклор. Там той се мести в Цариград (1856), в търговската кантора на Петър Софиянлията, но вместо да се занимава с търговия, той проявява голям интерес към политически въпроси от Кримската война, паралелно с което записва и материали за изследователска работа по фолклор и етнография.
Прави неуспешни опити да постъпи в турското военно училище, след което предприема пътешествие до Бургас, Шипка и Габрово, където записва народни песни, събира материал за бъдещите си фолклорни и етнографски изследвания. През юни 1857 година потегля за Одеса, за да постъпи в кадетски корпус, но не е приет, поради навършени години. Установява се в Москва и проявява желание да бъде записан за студент в Московския университет. Не успял да вземе примерния изпит, Каравелов се записва волен слушател в Историко-филологическия факултет на Московския университет. Лекциите не го задоволяват и той не се явява на нито един изпит.

### В Москва и Белград
Особено влияние върху Каравелов оказват обществените идеи сред бурната студентска младост като част от руската интелигенция. Тук живее и работи заедно с българите Константин Миладинов, Райко Жинзифов, Васил Попович, Нешо Бончев и др. Образуват българската дружина „Братски труд“ (1859) и започват да издават списание „Братски труд“ (1860), в което Каравелов печата първите си стихотворни опити – „Загорец“, „Желание“, „Пастир“ и революционната статия „Славяне в немско“. Участва в студентските вълнения (1861) и бива последовател на руските революционни демократи като влиза в техен забранен кръжок. Поставен е под полицейски надзор (1859). Не успява да се яви на изпити, но чете много Белински, Александър Херцен и Чернишевски (революционни авторитети и образци на критиката и философията), Гогол, Тарас Шевченко и Марко́ Вовчо́к (украинска писателка), други литературни автори. Пише разкази и повести в „Наше время“, „Московские ведомости“ и „Русская речь“. Пише повестите „Войвода“, „Неда“, „Сирото семейство“, „Дончо“ и „Българи от старо време“, които от 1868 година издава в самостоятелен сборник – „Страницы из книги страданий болгарского племени“. Първата си белетристична творба „Войвода“ отпечатва през 1860 година, а година по-късно издава сборник „Памятники народного быта болгар“. Ценно сътрудничество при издаването на сборника му оказва участникът в руското революционно движение Иван Прижов. Интересно е, че повестите на Каравелов, печатани най-напред на руски език, са сред най-издържаните в литературно отношение, особено „Българи от старо време“.
Покрай опита за покушение на Александър II и предстоящите събития на Балканския полуостров, Каравелов е принуден да напусне Русия. Установява се в Белград през февруари 1867 година, откъдето изпраща кореспонденции за руските вестници. Там той се жени за Наталия Петрович, с която живее до края на живота си, но двамата нямат деца. На 11 октомври същата година е прогонен от там и потегля за Нови Сад. Скоро той отново получава разрешение да се върне в сръбската столица. На Каравелов му е забранено да се занимава с политика и да критикува живота в княжеството. Самият той, макар и свободен, се чувства като в затвор. Затова напуска Белград и отново отива в Нови Сад. Създава „Български комитет“, с който си поставя за задача да организира българските емигранти в Сърбия с оглед на предстоящата освободителна борба. В Сърбия Каравелов се утвърждава като талантлив публицист, белетрист, литературен критик-основоположник на критическия реализъм в сръбската литература и политик. Там той пише и обнародва белетристичните произведения „Крива ли е съдбата?“, „Сока“ и др. – обзорни статии за сръбската литература.
В Сърбия Каравелов се сближава с либералните кръгове около движението „Омладина“ и през следващите години е активен поддръжник на идеята за Балканска федерация и по-общо за сръбско-българско сътрудничество. При вълната от репресии след убийството на княз Михаил Обренович той бяга на унгарска територия, но въпреки това е арестуван в Нови Сад, заедно с видния сръбски общественик Владимир Йованович. Двамата лежат заедно в затвора в продължение на месеци, като Каравелов е освободен на 4 януари 1869 година поради недоказаност на обвинението.
Докато е в Белград, а после и в Букурещ, Каравелов пише под литературното влияние на Николай Чернишевски, Глеб Успенски и Александър Херцен. По примера на Успенски, Каравелов усъвършенства жив, „събеседнически“ стил, чрез който създава у читателя усещането за непосредствено живеене сред героите на творбата. От Успенски Каравелов на моменти цитира определени описателни методи, например картината на семейния живот на Нено в „Маминото детенце“.

### В Букурещ
В началото на май 1869 година се установява в Букурещ и е ангажиран от „старите“, група заможни български търговци, да редактира техния вестник „Отечество“. Не след дълго той влиза в конфликт с тях, тъй като отхвърля идеята им за поставяне на България под руски протекторат и се застъпва за самостоятелни революционни действия за освобождение на страната. От 7 ноември издава вестник „Свобода“ (1869 – 1873). По-късно негов пръв помощник там става Христо Ботев (1872 – 1873), а вестникът става орган на БРЦК. Възторжено посреща идеята за създаване на Българското книжовно дружество (БКД), днес Българска академия на науките (БАН). По-късно двамата редактират вестник „Независимост“ (1873 – 1874). На 28 април 1873, в бр. 32, Каравелов пише статията „Ние сме родени да кърпиме чуждите дрехи“, в която разказва как
| „               | българете обичат да плачат по чуждите гробища, когато техните собствени родители лежат в земята непрелеяни, неоплакани и непоменени ... Кой помага на чуждите правителства да деморализират народът ни и да го направи неспособен за нищо? – Българете... Ако захване да се гради гръцка черкова, то ние сме първи; а ако захване да са гради българско училище, то сме последни ... чорбаджията-хаджия купува из Ерусалим своите достойнства твърде скъпо, а продава народът си твърде евтино ... В чуждите учебни заведения са свършиле науките си мнозина българе, но тие са останале в чужбината да кърпят чуждите дрехи и да плачат на чуждите гробища; а българете постоянно се оплакват, че нямат учители, че нямат способни списатели и че нямат учени хора... И така, ние сме родени на тоя свят или да кърпиме чуждите дрехи, или да плачеме на чуждите гробища. | “ |
| Любен Каравелов | |   |

Едновременно с издаването на вестник „Независимост“ Каравелов поддържа тесни контакти с революционната българска емиграция, с Васил Левски, с когото през есента или края на 1869 година полагат основите на революционната организация. На учредителното ѝ събрание в края на април и началото на май 1872 година Каравелов е избран за председател на Българския революционен централен комитет (БРЦК). Освен работата си около комитета Каравелов поддържа контакти в Букурещ и с дейци на руското революционно движение. След трагичната гибел на Апостола на свободата апатията на част от революционните дейци към делото, несъгласие и недоразумения с ръководните членове на организацията го карат да се оттегли от ръководните органи на движението, да преустанови „Независимост“ и от януари 1875 година да започне да издава списание „Знание“, научнопопулярни книги и сборници. Настъпва разрив между Каравелов и Ботев. Въпреки това Каравелов остава революционер и демократ, загрижен за съдбата на поробения български народ, за всички потиснати в света.

### Последни години, 1876 – 1879 година
След раздялата си с Ботев, Каравелов подновява изпращането на кореспонденции в руски вестници. Участва в създаването на „Югославския просветен благотворителен комитет“, след обявената на 12 април 1877 година война на Османската империя от страна на Русия. По това време работи и като преводач в щаба на руската армия. Завръща се в България в услуга на руските войски. През февруари посещава Сан Стефано. Среща се с граф Николай Игнатиев и заедно със свитата му посещават град Цариград.
Създава заедно с други революционни дейци в Търново комитет „Единство“, с който си поставят за задача помагането на революционното движение на българите в Македония, останали под османско владичество. Същият комитет е отговорен за подготвянето на Кресненско-Разложкото въстание, избухнало на 5 октомври 1878 година. Установява се в Русе, но здравословното му състояние се влошава. Умира на 21 януари 1879 година от туберкулоза. Погребан е тържествено от българската общественост, от представители на руската власт и на други славянски народи.
Част от архивите му се съхраняват във фонд № 2 на Българския исторически архив в Националната библиотека „Св. св. Кирил и Методий“.

## Използвани псевдоними
Любен Стойчев Каравелов (Личо Каравелов или Каравела, Личо Стойчев, Иля Стоев Каравелов; псевдоними: Л. Куручешмелъ, Кара Мустафа, Кара Мустафа Бучукоолу, Бако Бакалов Бучукоолу, Черния Вельо, Велчо Бакалов Бучукоглу, Д. Иванеску, Л. Пугало, Фрайхер фон Цървулко, Хъръ Павлов, Михо, Балканский родолюбец, Барон Лулчо, Болгарин, Буки Покой, Гарван, Л. Калчо, Карачун, Л. С. Крътица, Один из членов болгарского комитета Хаджи Вощац, Южный славянин, Янко.

## Памет
На Любен Каравелов са наречени улици в центъра на София и в кв. Бенковски (Карта).

## Галерия
- Къщата в Букурещ, където живее и твори Любен Каравелов
- Паметна плоча на Любен Каравелов в Букурещ
- Гробът му в Русе, 1903 г.

## Творчество
- Българи от старо време
- Хаджи Ничо
- Богатият сиромах
- Маминото детенце
- Войвода
- Стоян
- Песен на Раковски
- Свободата не ще екзарх
- Хубава си, моя горо...
- И в Париж има гъски
- Нашият обществен живот
- Неутешителен отговор на „Знаеш ли ти кои сме?“
- Науката не търпи ораторства